# جیمز ایچ مادول
جیمز هارتینگ مادول (به انگلیسی: James Harting Madole) (زادهٔ ۷ ژوئیه ۱۹۲۷ – درگذشتهٔ ۶ مه ۱۹۷۹) فاشیست سرشناس و رهبر حزب ملی رنسانس در ایالات متحده آمریکا بود. او به عنوان چهره اصلی در توسعه فاشیسم مخفی پس از جنگ شناخته شده‌است.

## زندگی‌نامه و باورها
مادول حزب ملی رنسانس را در سال ۱۹۴۸ در شهر نیویورک تأسیس کرد. این حزب در سال ۱۹۸۱ با مرگ مادرش گریس هارتونگ مادول (Grace Hartung Madole) پایان یافت.
مادول تحت تأثیر آریایی‌گرایی و هندوئیسم بود. او نوشته که نژاد آریایی از قدمت بسیار زیادی برخوردار بوده و به نام خدایان سفید شناخته شده و در سراسر جهان از سوی نژادهای پایین‌تر مورد ستایش قرار می‌گرفته‌اند. وی همچنین نوشته که آریایی‌ها از باغ عدن واقع در آمریکای شمالی سرچشمه گرفته‌اند. مادول همچنین باور داشت که آمریکا آتلانتیس جدید (new Atlantis) و مهد خدای جدید نژاد مانند است.